# Maderuelo
Maderuelo è un comune spagnolo di 155 abitanti situato nella comunità autonoma di Castiglia e León.

## Luoghi e monumenti di interesse

### Chiesa di Santa Maria

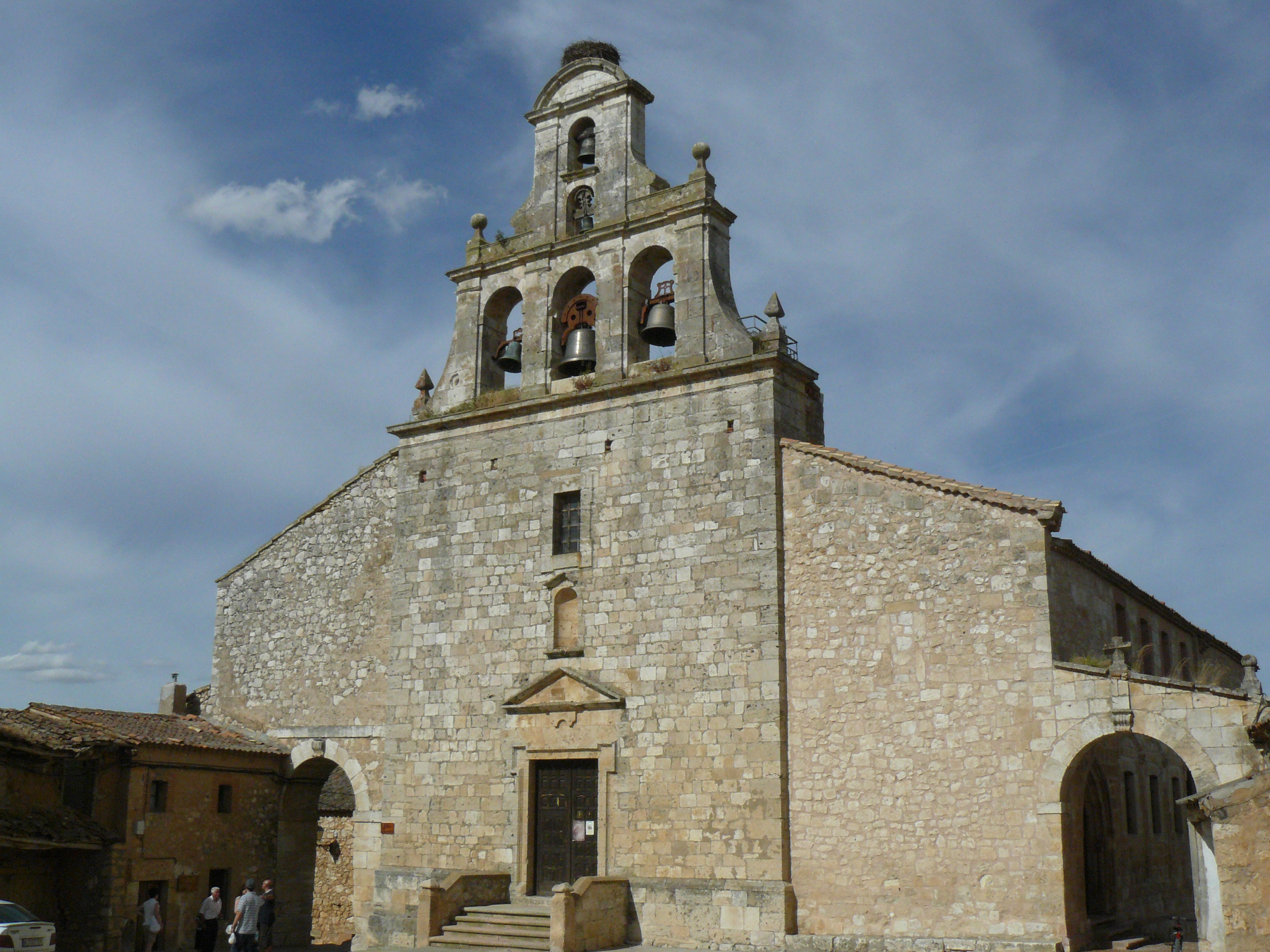
Chiesa di Santa Maria

La chiesa è di origine romanica, con una semplice abside.

### Romitorio della Vera Cruz

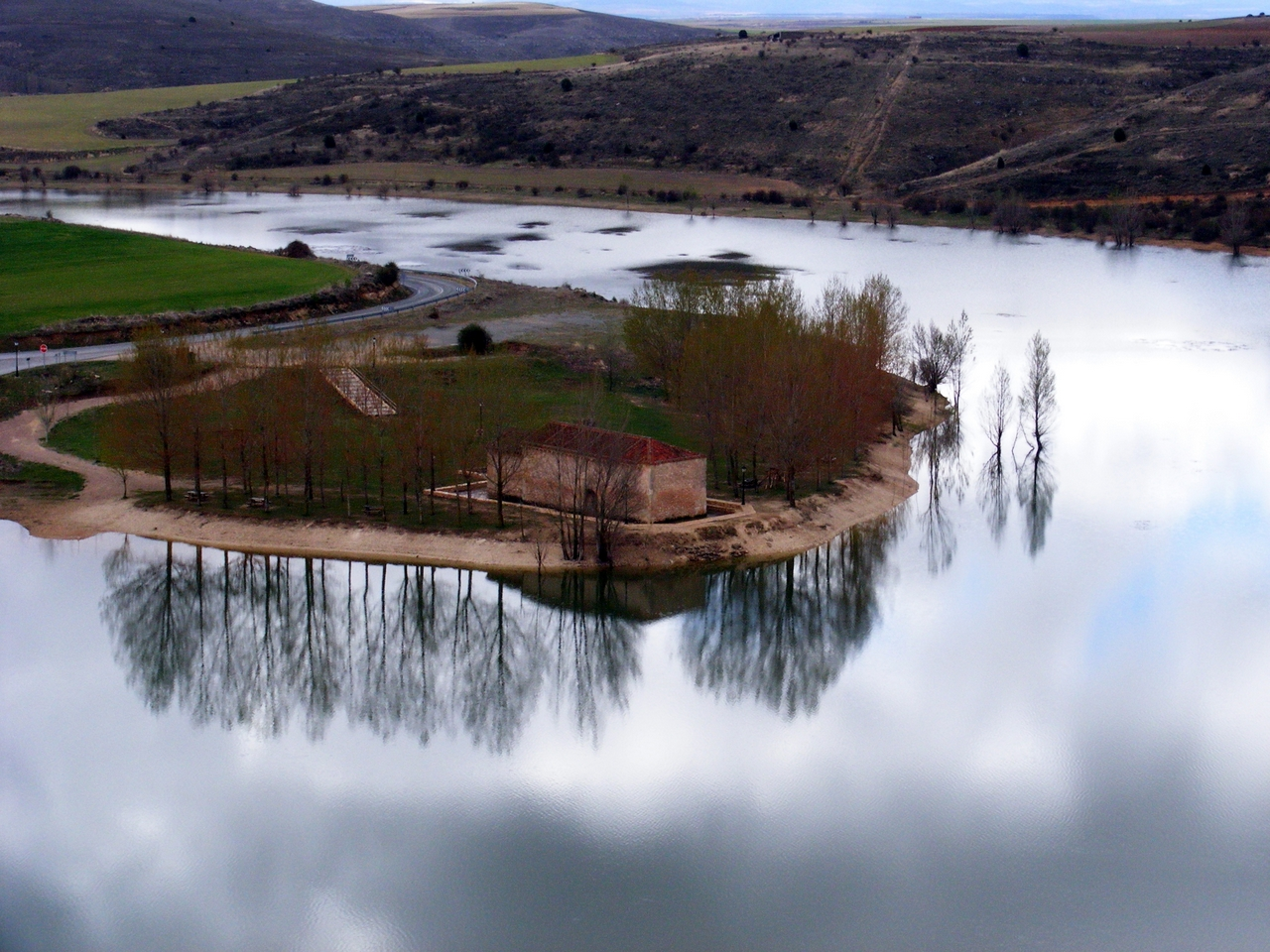
Il romitorio della Vera Cruz

Il piccolo romitorio presenta un impianto a sala rettangolare, con volta a tutto sesto costituita da un'unica navata con coro. Le pareti erano coperte di affreschi, trasferiti dal 1947 al Prado di Madrid. Il tema, assai diffuso nella Spagna dell'epoca romanica, era quello del Cristo Pantocrator cinto dal tetramorfo e occupa il colmo della volta a botte, mentre la corte celeste si sviluppa su ciascun lato in due zone parallele: gli angeli, tra cui due arcangeli con le scritte Postulacius e Peticius, riempiono il registro inferiore, mentre una serie di Apostoli è posta sopra di essi.
La lunetta orientale rappresenta l'Adorazione dell'agnello da parte degli angeli: il simbolo divino è collocato in un medaglione, al centro di una croce gemmata, tra l'Offerta di Caino e l'Offerta di Abele. I pannelli in baso raffigurano l'Adorazione dei Magi e Maddalena che lava i piedi di Cristo. Sul lato occidentale, sopra l'arco trionfale, vi è la Creazione di Adamo e il Peccato originale.
La tecnica pittorica è molto semplice e anche i colori sono poveri e minimi: terre, bianco e nerofumo. Questo viene però compensato dall'uso di toni composto per rendere, ad esempio, il rosa. Le convenzioni stilistiche usate per drappeggi e pieghe dei vestiti, la semplificazione dei tratti dei volti e la schematizzazione delle architetture fanno accostare questi affreschi a quelli contemporanei di San Baudilio de Berlanga presso Soria e di Santa Maria di Tabuli. La maggioranza degli storici d'arte attribuisce le diverse opere a un unico artista, il Maestro di Maderuelo, discepolo del Maestro di Tabuli, che decorò il coro di San Clemente e una piccola abside della cattedrale di Roda.